# Commission japonaise de l'énergie atomique
La Commission japonaise de l'énergie atomique (原子力委員会, Genshiryokuiinkai), connu sous son acronyme anglais JAEC (Japan atomic energy commission), a été créée en 1956 et elle a pour mission de réglementer l'utilisation de l'énergie nucléaire du Japon.

## Mission
Cette commission s'appuie sur la loi fondamentale sur l'énergie atomique (en) du 19 décembre 1955. Elle a été mise en place sur la base de la loi du 1er janvier 1956 relative à la mise en œuvre de cette loi fondamentale sur l'énergie atomique.
Ses missions sont :
- d'assurer que la recherche et l'utilisation de l'énergie nucléaire sont conduites de façon sûre et avec des intentions pacifiques et démocratiques,
- de préparer les projets pour l'utilisation et le développement de l'énergie nucléaire.

La commission est composée de cinq commissaires nommés, pour trois ans, par le Premier ministre avec le consentement de la Diète. Elle est chargée de planifier, délibérer et décider des politiques et des stratégies de base pour la promotion de la recherche, le développement et l'utilisation de l'énergie nucléaire, d'ajuster les activités des organisations administratives concernées, de préciser le budget de ces organisations pour l'application des politiques décidées, et de donner des avis aux ministres compétents sur l'adéquation de la réglementation relative aux matières, combustible et réacteurs nucléaires.
Elle est installée à dans le quartier Kasumigaseki de Chiyoda, à Tokyo.